# Самарканд (комплекс РЭБ)
«Самарканд» — российский комплекс радиоэлектронной борьбы (РЭБ). 
По состоянию на 2018 год, данные комплексы РЭБ развёрнуты в ряде регионов России, в том числе в анклаве — в Калининградской области, а также в Белоруссии. 
На вооружении Северного флота — с 2017 года.
Также известно об обучении в 2017 году специалистов Балтийского флота для работы на этих комплексах.

## Технические характеристики
Как утверждают СМИ, назначение комплекса «Самарканд» и его характеристики ещё ни разу официально не раскрывались.
Предполагается, что система способна генерировать сложные помехи, в том числе для спутниковой навигации. 

## Модификации
- «Самарканд–У»
- «Самарканд СУ–ПРД–К2»
- «Самарканд ПУ–ПРД–Д»